# Кривоножко, Анатолий Николаевич
Анато́лий Никола́евич Криво́ножко (укр. Анато́лій Микола́йович Кривоно́жко; род. 23 июля 1965, УССР) — генерал-лейтенант Вооружённых Сил Украины. Исполняющий обязанности командира Воздушных Сил Украины (с 30 августа 2024), Герой Украины (2023), участник российско-украинской войны.

## Биография
Родился 23 июля 1965 года в Украинской ССР.
С 2006 по 2008 год проходил службу на должности командира 114-й бригады тактической авиации.
С 2015 года являлся командиром воздушного командования Центр, Воздушных Сил Украины. Принимал участие в АТО и ООС. За время службы в зоне его ответственности было уничтожено более 1160 воздушных, более 100 наземных и 1 надводную цель.
С 30 августа 2024 года — временно исполняющий обязанности командира Воздушных Сил Украины.
С 3 августа 2025 года — командир Воздушных Сил Украины.

## Звания
- Полковник
- Генерал-майор (5 декабря 2016)[5]
- Генерал-лейтенант (12 октября 2018)[6]

## Награды
- Герой Украины с вручением ордена Золотой Звезды (24 августа 2023) — за личное мужество и героизм, проявленный во время защиты государственного суверенитета и территориальной целостности Украины, самоотверженное служение народу Украины[7].
- Орден Богдана Хмельницкого II степени (13 января 2023) — за личное мужество и самоотверженные действия, проявленный во время защиты государственного суверенитета и территориальной целостности Украины, верность воинской присяге[8].
- Орден Богдана Хмельницкого III степени (10 июня 2022) — за личное мужество и самоотверженные действия, проявленный во время защиты государственного суверенитета и территориальной целостности Украины, верность воинской присяге[9].
- Орден Данилы Галицкого (19 марта 2022) — за личное мужество и самоотверженные действия, проявленный во время защиты государственного суверенитета и территориальной целостности Украины, верность воинской присяге[10].